# Anton Holzer
Anton Holzer (* 1964 in Innichen in Südtirol) ist Herausgeber, Publizist, Ausstellungskurator und Wissenschaftler für Geschichte der Fotografie.

## Leben und Werk
Anton Holzer studierte Geschichte, Politologie und Philosophie an den Universitäten Innsbruck, Bologna und Wien. 2005 wurde er mit einer in Wien eingereichten Dissertation zur Kriegsfotografie im Ersten Weltkrieg promoviert.
Holzer ist Fotohistoriker, Publizist und Ausstellungskurator in Wien. Seit 2001 gibt er die Zeitschrift „Fotogeschichte – Beiträge zur Geschichte und Ästhetik der Fotografie“ heraus. Seit 1994 beschäftigt er sich mit der Geschichte der Fotografie und forscht und publiziert zu fotohistorischen und kulturgeschichtlichen Themen. Holzer hat Lehraufträge zur Fotografiegeschichte an den Universitäten Zürich, Krems, Wien und Luzern und verfasst regelmäßig Beiträge für Kataloge und Publikationen sowie für das Feuilleton: FAZ, NZZ, Tages-Anzeiger, Die Presse und Wiener Zeitung.

## Kuratierte Ausstellungen
- 2024: (kuratiert gemeinsam mit Frauke Kreutler) Im Alleingang. Die Fotografin Elfriede Mejchar, Ausstellung im Wien Museum musa, 18. April 2024 bis 1. September 2024. Katalog: Elfriede Mejchar. Grenzgängerin der Fotografie, Hirmer Verlag, München 2024. ISBN 978-3-7774-4304-1.
- 2022: (kuratiert gemeinsam mit Frauke Kreutler) Augenblick! Straßenfotografie in Wien, Wien Museum. Ausstellung im Wien Museum, 19. Mai 2022 bis 23. Oktober 2022, Katalog hg. von Anton Holzer und Frauke Kreutler: Augenblick! Straßenfotografie in Wien. Kehrer Verlag, Heidelberg, 2021, ISBN 978-3-96900-024-3
- 2018: Die erkämpfte Republik. 1918/19 in Fotografien, Wien Museum. Ausstellung im Wien Museum, 25. Oktober 2018 bis 3. Februar 2019, Katalog verfasst von Anton Holzer: Die erkämpfte Republik. 1918/19 in Fotografien. Residenz Verlag, Salzburg, Wien 2018, ISBN 9783701734771.
- 2016: (kuratiert gemeinsam mit Frauke Kreutler) Robert Haas. Der Blick auf zwei Welten. Wien Museum. Ausstellung im Wien Museum, 24. November 2016 bis 26. Februar 2017. Katalog herausgegeben von Anton Holzer und Frauke Kreutler: Robert Haas. Der Blick auf zwei Welten. Hatje Cantz, Berlin 2016, dt. Ausgabe: ISBN 978-3-7757-4182-8, engl. Ausgabe: ISBN 978-3-7757-4199-6.
- 2011: (kuratiert gemeinsam mit Frauke Kreutler) Trude Fleischmann. Der selbstbewusste Blick. Wien Museum. Ausstellung im Wien Museum, 27. Jänner 2011 bis 29. Mai 2011. Katalog herausgegeben von Anton Holzer und Frauke Kreutler: Trude Fleischmann. Der selbstbewusste Blick. Hatje Cantz, Ostfildern 2011, ISBN 978-3-7757-2780-8.
- 2005: Blau – Die Erfindung der Donau, Technisches Museum Wien.[2]
- 2003: Die Schärfung des Blicks – Joseph Petzval: Das Licht, Die Stadt und die Fotografie. Technisches Museum Wien.[3]
- 1996–1997: Schöne Grüße – Die 3 Zinnen oder Eine kleine Geschichte vom Blick auf das Gebirge. U. a. gezeigt im Alpenverein-Museum Innsbruck.[4]

## Schriften
- Die Südtiroler Volkspartei. Kulturverlag, Thaur/Tirol 1991, ISBN 3-85395-157-0.
- Die Bewaffnung des Auges. Die Drei Zinnen oder Eine kleine Geschichte vom Blick auf das Gebirge. Turia + Kant, Wien 1996, ISBN 978-3-85132-094-7.
- mit Wieland Elfferding (Hrsg.): Ist es hier schön. Landschaft nach der ökologischen Krise. Turia + Kant, Wien 2000, ISBN 978-3-85132-240-8.
- (Hrsg.): Mit der Kamera bewaffnet. Krieg und Fotografie. Jonas, Marburg 2003, ISBN 3-89445-324-9.
- mit Manuela Fellner und Elisabeth Limbeck (Hrsg.): Die Schärfung des Blicks. Josef Petzval – Die Stadt, das Licht und die Fotografie. Ausstellungskatalog Technisches Museum Wien 2003, ISBN 3-902183-07-1.
- mit Elisabeth Limbeck (Hrsg.): blau. Die Erfindung der Donau. Fotohof Edition, Salzburg 2005, ISBN 3-901756-59-0.
- mit Timm Starl (Hrsg.): Fotografie, Geschichte – 25 Jahre Fotogeschichte. Jonas, Marburg 2005, ISBN 3-89445-354-0.
- Die andere Front. Fotografie und Propaganda im Ersten Weltkrieg. Primus, Darmstadt, 3. Aufl. 2012, ISBN 3-89678-338-6.
- Das Lächeln der Henker. Der unbekannte Krieg gegen die Zivilbevölkerung 1914–1918. Primus, Darmstadt, 2. Aufl. 2014, ISBN 978-3-89678-375-2.
- Elly Niebuhr – Fotografin aus Wien. Alltag und Haute Couture. Böhlau, Wien 2009, ISBN 978-3-205-78364-0.
- Ganz Wien in 7 Tagen. Ein Zeitreiseführer in die k.u.k. Monarchie. Primus, Darmstadt 2010, ISBN 978-3-89678-806-1.
- mit Frauke Kreutler (Hrsg.): Trude Fleischmann. Der selbstbewusste Blick. Hatje Cantz, Ostfildern 2011, ISBN 978-3-7757-2780-8.
- Die letzten Tage der Menschheit. Der Erste Weltkrieg in Bildern. Mit Texten von Karl Kraus. Primus, Darmstadt 2013, ISBN 978-3-86312-004-7.
- Fotografie in Österreich. Geschichte, Entwicklungen, Protagonisten 1890–1955. Metro, Wien 2013, ISBN 978-3-99300-136-0.
- Rasende Reporter. Eine Kulturgeschichte des Fotojournalismus. Primus, Darmstadt 2014, ISBN 978-3-86312-073-3.
- mit Frauke Kreutler (Hrsg.): Robert Haas. Framing two Worlds. Hatje Cantz, Berlin 2016, ISBN 978-3-7757-4199-6.
- mit Frauke Kreutler (Hrsg.): Robert Haas. Der Blick auf zwei Welten. Hatje Cantz, Berlin 2016, ISBN 978-3-7757-4182-8.
- Krieg nach dem Krieg. Revolution und Umbruch 1918/19. Theiss, Darmstadt 2017, ISBN 978-3-8062-3560-9.
- Die erkämpfte Republik. 1918/19 in Fotografien. Residenz Verlag, Salzburg, Wien 2018, ISBN 9783701734771.
- mit Frauke Kreutler (Hrsg.): Augenblick! Straßenfotografie in Wien. Kehrer Verlag, Heidelberg 2021, ISBN 978-3-96900-024-3.
- (Mithrsg.): Elfriede Mejchar. Grenzgängerin der Fotografie. Hirmer Verlag, München 2024, ISBN 978-3-7774-4304-1.
- Donau so blau. Eine Bilderreise vom Schwarzwald bis zum Schwarzen Meer. Theiss, Herder Verlag, Freiburg 2025, ISBN 978-3-534-61077-8.